# 口试
口试（英語：Oral exam）又稱面試，口頭考試，口語考試，是许多学校和学科設置的口語形式的考試，其中考官以口头形式向学生提出问题。学生同樣必须以口語的方式回答问题，以证明其會話及即時應對的能力，从而通过考试。有些國家如美國和英國，要獲得私人飛行執照也需要口試。在英国，英國海事與海岸警衛署也會进行口试。雅思等語言考試也有口試環節。
在一些國家的大學課程也一直存在口試如意大利、德國。生成式人工智慧普及后，古老的口試傳統逐漸復蘇，變得更具參考價值。